# Sanatrocès Ier de Parthie
Sanatrocès Ier de Parthie est un roi arsacide des Parthes de 93 à 70 av. J.-C.

## Biographie
Fils cadet du roi Artaban II et frère de Mithridate II, il ne participe pas à la guerre civile qui éclate à la fin du règne de Mithridate II car il vivait retiré parmi les tribus scythes, près de la Mer d’Aral.
Lorsqu’il est élu roi par le Vazurgan (« Conseil des anciens ») qui recherchait un Arsacide légitime, il est âgé d’environ 80 ans. Seul roi à partir de 77 av. J.-C., il rétablit l’ordre dans ses États et, un an avant sa mort, il décline une offre d’alliance du roi du Pont Mithridate VI contre les Romains. À sa mort, son fils Phraatès III devient roi.
Sanatrocès est identifié avec le « Mnascirès, roi des Parthes », qui selon Lucien de Samosate ne « vécut pas moins de quatre-vingt-seize ans ».